# Ambrosiaanse ritus
De Ambrosiaanse ritus, genoemd naar de Heilige Ambrosius (340-397) die in de vierde eeuw bisschop was van Milaan, is een ritus die dateert uit de negende eeuw en behoort tot de familie van westerse ritussen binnen de Katholieke Kerk.  Deze ritus wordt nog steeds gebruikt in de meeste dekenaten van het aartsbisdom Milaan,  enkele parochies van de bisdommen Novara en Lodi en het Zwitserse kanton Ticino.  In totaal gaat het om 51 parochies.
Het ambrosiaans, de gezangen van de ambrosiaanse ritus, lijkt op het gregoriaans, maar is expressiever en melodieuzer.  De belangrijkste karakteristieken van de ritus zijn het feit dat het Kyrie eleison meermaals hernomen wordt tijdens de Mis en het feit dat het Credo wordt uitgesproken na het Offertorium.  
Er zijn ook verschillen in de liturgische kalender.  Zo start de viering van de Advent twee weken vroeger omdat hij zes weken duurt (twee weken langer dan in de Romeinse ritus). Aswoensdag wordt niet gevierd: Carnaval wordt doorgevierd van maandag tot op de zaterdag (‘sabato grasso’) na Aswoensdag. De Ambrosiaanse ritus onderging wel nog een ingrijpende verandering na het Tweede Vaticaans Concilie (1962-1965).  Giovanni Battista kardinaal Montini, de latere paus Paulus VI, celebreerde als aartsbisschop van Milaan tijdens het Tweede Vaticaans Concilie een Mis volgens deze ritus.
In 2008 verscheen een nieuwe uitgave van het lectionarium.

## Wetenswaardigheid
De beenderen van de drie koningen zouden in de 6e eeuw zijn bijgezet in Milaan, waardoor het centrum van de ambrosiaanse ritus een bijzondere band kreeg met de viering van Driekoningen.